# Microlaimus minutus
Microlaimus minutus is een rondwormensoort uit de familie van de Microlaimidae. De wetenschappelijke naam van de soort is voor het eerst geldig gepubliceerd in 1999 door Muthumbi.